# 614 a.C.

## Eventos
Assur, capital da Assíria, foi conquistada pelos Medos.